# Nebria meanyi
Nebria meanyi är en skalbaggsart som beskrevs av Vandyke. Nebria meanyi ingår i släktet Nebria och familjen jordlöpare. Inga underarter finns listade i Catalogue of Life.